# Curtis (álbum de 50 Cent)
Curtis es el tercer álbum de estudio del rapero 50 Cent. Lanzado el 11 de septiembre del 2007, el álbum fue producido por Dr. Dre, Eminem, y Timbaland, entre otros. Incluyó apariciones de Akon, Justin Timberlake, Nicole Scherzinger, y otros grandes artistas.
Curtis tuvo un gran suceso comercial, vendiendo 691 000 en la primera semana en el Billboard 200, fue una de las más grandes ventas en la Costa Este de los Estados Unidos desde el álbum de Jay-Z, Kingdom Come debutando con 680 000 copias vendidas. Las ventas del álbum compitieron con el álbum de Kanye West, Graduation en donde ese día fue considerado «un gran día para el hip hop».

## Canciones
| N.º   | Título                                                 | Escritor(es)   | Intréprete original | Duración |  |
| 1.    | «Curtis (Intro)»                                       |                | 50 Cent             | 2:59     |  |
| 2.    | «Curtis 2 /My Gun Go Off»                              | Curtis Jackson | Adam Deitch         | 3:12     |  |
| 3.    | «Man Down»                                             | Jackson        | Detroit Red         | 2:49     |  |
| 4.    | «I'll Still Kill» (featuring Akon)                     | Jackson        | DJ Khalil           | 3:43     |  |
| 5.    | «I Get Money»                                          | Jackson        | Apex                | 3:43     |  |
| 6.    | «Come & Go» (feat. Dr. Dre)                            | Jackson        | Dr. Dre             | 3:28     |  |
| 7.    | «Ayo Technology» (feat. Justin Timberlake & Timbaland) | Jackson        | Timbaland           | 4:07     |  |
| 8.    | «Follow My Lead» (ft. Robin Thicke)                    | Jackson        | Tha Bizness         | 3:17     |  |
| 9.    | «Movin' on Up»                                         | Jackson        | Jake One            | 3:24     |  |
| 10.   | «Straight to the Bank»                                 | Jackson        | Ty Fyffe            | 3:10     |  |
| 11.   | «Amusement Park»                                       | Jackson        | Dangerous LLC       | 3:09     |  |
| 12.   | «Fully Loaded Clip»                                    | Jackson        | Havoc               | 3:13     |  |
| 13.   | «Peep Show» (featuring Eminem)                         | Jackson        | Eminem              | 3:52     |  |
| 14.   | «Fire» (featuring Nicole Scherzinger and Young Buck)   | Jackson        | Dr. Dre             | 2:49     |  |
| 15.   | «All of Me» (featuring Mary J. Blige)                  | Jackson        | Jake One            | 3:51     |  |
| 16.   | «Curtis 187»                                           | Jackson        | Havoc               | 3:57     |  |
| 17.   | «Touch the Sky» (featuring Tony Yayo)                  | Jackson        | K-Lassik Beats      | 3:10     |  |
| 55:44 |                                                        |                |                     |          |  |

## Créditos
- Productor;– 50 Cent (Productor ejecutivo), Adam Deitch, Apex, Tha Bizness, Dangerous LLC, Danja, Detroit Red, Don Cannon, Dr. Dre, Eminem, Eric Krasno, Havoc, Jake One, DJ Khalil, Timbaland, Ty Fyffe
- Audio Mixing – Steve Baughman (tracks 2–3, 5, 8–9, 12, 15–17), Demario "Demo" Castelleon (7), Dr. Dre (10-11, 14), Eminem (13), Marcella "Ms. Lago" Araica (4), Mike Strange (13)
- Asistantente mezclador de audio e ingeniero – Seamus "Shameless" Tyson (2-3, 7–9, 12, 15–17), Robert "Roomio" Reyes (6, 11, 14), Doug Sadler (4)
- Teclados – Adam Deitch (track 2), Dawaun Parker (6, 14), Jay "Detroit Red" Powell (3), Jeff Bass (13), Mark Batson (6, 14), Mike Strange (13), Tony Campana (13)
- Guitarra / bajo – Eric Krasno (track 2)
- Batería - Adam Deitch (track 2), Eric Krasno (2)
- Multiple Instrumentos - Taj "Mahal" Brown (track 10)
- Ingeniero de grabación – Tony Yayo (tracks 1–4, 8–9, 11–12, 15, 17), Mauricio "Veto" Iragorri (6, 11, 14), Robert "Roomio" Reyes (6, 14), Eric Krasno (2), Jay "Detroit Red" Powell (3), Alonzo Vargas (5), Demacio "Demo" Castelleon (7),  Frankie "Whispers" Zago (10), Mike Strange (13), Tony Campana (13), Phillip "Philly Blunt" Shpiller (16)
- Asistente e Ingeniero de grabación -  Jacob Gabriel (track 6), Charles "Red" Garcia (14)
- Additional Music Recorded by - Steve Baughman (track 5), Ted Clayton (5), Gary Hadfield (7), Ian Stewart (7)
- Mezclador adicional de audio;– Mauricio "Veto" Iragorri (track 8)

## Posicionamiento en lista

### Semanal
| Gráfico (2007)                          | Pico de posición |
| --------------------------------------- | ---------------- |
| Australia (ARIA)                        | 1                |
| Austria (Ö3 Austria)                    | 4                |
| Bélgica (Ultratop flamenca)             | 3                |
| Bélgica (Ultratop valona)               | 5                |
| Canadá (Billboard Canadian Albums)      | 2                |
| Dinamarca (Hitlisten)                   | 9                |
| Países Bajos (Album Top 100)            | 3                |
| European Albums (Billboard)             | 1                |
| Finlandia (Suomen Virallinen Lista)     | 19               |
| Francia (SNEP)                          | 3                |
| Alemania (Offizielle Top 100)           | 2                |
| Hungría (MAHASZ)                        | 5                |
| Irlanda (IRMA)                          | 1                |
| Italia (FIMI)                           | 9                |
| Nueva Zelanda (Recorded Music NZ)       | 1                |
| Noruega (VG-lista)                      | 4                |
| Portugal (AFP)                          | 14               |
| Escocia (Scottish Albums Chart)         | 3                |
| España (PROMUSICAE)                     | 44               |
| Suecia (Sverigetopplistan)              | 10               |
| Suiza (Schweizer Hitparade)             | 1                |
| Reino Unido (UK Albums Chart)           | 2                |
| Estados Unidos (Billboard 200)          | 2                |
| Estados Unidos (Top R&B/Hip-Hop Albums) | 2                |
| Estados Unidos (Top Rap Albums)         | 2                |